# Cale ferată transcontinentală

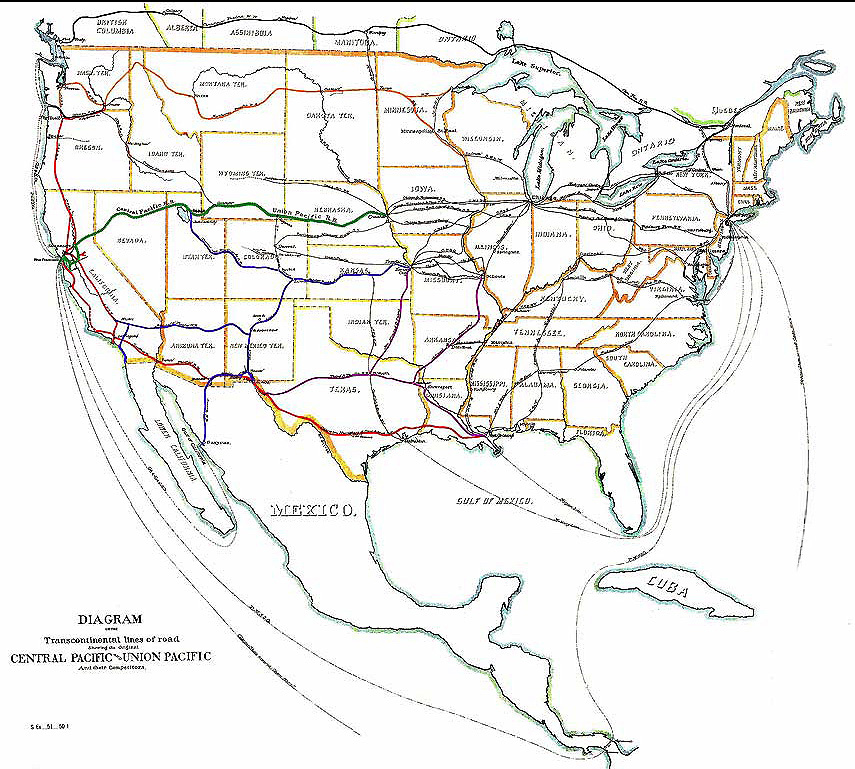
Căile ferate transcontinentale în Statele Unite și în vecinătatea lor (1887).

O cale ferată transcontinentală este o rețea contiguă de linii de cale ferată care traversează un continent cu terminale pe coastele unor mări diferite sau la limite diferite ale continentului. Aceste rețele se pot întinde pe liniile unei singure căi ferate, sau pot fi controlate de multiple companii feroviare pe o rută continuă. Deși Europa este traversată de numeroase căi ferate, cele europene nu sunt de obicei numite „transcontinentale”, cu excepția, poate, a liniei istorice Orient Express.
Căile ferate transcontinentale au contribuit la deschiderea regiunilor interioare nepopulate ale continentelor pentru explorare și colonizare, ceea ce altfel nu ar fi fost realizabil. În numeroase cazuri, ele formează coloana vertebrală a rețelelor de transport de pasageri și de marfă.
În Statele Unite ale Americii, un șir de căi ferate transcontinentale construite în ultima treime a secolului al XIX-lea au format o rețea națională de transport ce lega întreaga țară pe calea ferată. Prima dintre acestea, „Calea Ferată a Pacificului”, de 3103 km, a fost construită de către Central Pacific Railroad și Union Pacific Railroad pentru a lega Golful San Francisco la Oakland, California cu rețeaua națională existentă în est, la Council Bluffs, Iowa/Omaha, Nebraska, formând prima cale ferată transcontinentală din lume la deschiderea ei în 1869. Construcția a fost făcută posibilă de Guvernul SUA prin Legile Căii Ferate a Pacificului din 1862, 1864 și 1867.

## America de Nord

### Statele Unite

Ceremonia baterii „ultimului pilon” la unirea liniilor CPRR și UPRR la Promontory Summit, Utah, la 10 mai 1869, în „East and West Shaking Hands at Laying of Last Rail.” de Andrew J. Russell, 10 mai 1869.

În Statele Unite, orice linie continuă de cale ferată ce leagă un punct de pe coasta Pacificului cu una sau mai multe căi ferate din liniile din est care leagă zona râurilor Missouri și Mississippi de coasta Atlanticului. Primul plan concret de cale ferată transcontinentală în SUA a fost prezentat Congresului de Asa Whitney în 1845.
Prima Cale Ferată Transcontinentală din lume a fost construită între 1863 și 1869 pentru a uni jumătățile estică și vestică ale Statelor Unite. Începută chiar înainte de izbucnirea Războiului Civil American, construcția ei a fost considerată a fi una dintre cele mai mari realizări tehnologice americane ale secolului al XIX-lea. Denumită la deschiderea ei „Calea Ferată a Pacificului”, ea a jucat rolul de legătură vitală pentru comerț și transporturi și a deschis colonizării vaste regiuni ale centrului Americii de Nord. Transporturile și comerțul puteau înflori departe de cursurile de apă navigabile pentru prima oară de la fondarea țării. Mare parte din această linie este astăzi utilizată de California Zephyr, deși unele părți au fost redirecționate sau abandonate.
Calea ferată transcontinentală a furnizat posibilități de călătorie rapidă, sigură și ieftină. Costul unei călătorii de o săptămână de la Omaha la San Francisco într-un vagon de dormit pentru emigranți era de circa 65 de dolari pentru un adult. Această variantă a înlocuit mult mai periculoasele și mai lentele călătorii cu diligența și cu convoaiele de căruțe. Numărul de emigranți care apucau pe Drumul Oregonului și Californiei a scăzut dramatic.  Vânzarea pământurilor primite prin concesiuni feroviare, împreună cu serviciile de transport pentru cherestea și produse agricole a dus la colonizara rapidă a „Marelui Deșert American”.
Union Pacific a recrutat muncitori din rândurile veteranilor de război și imigranților irlandezi, în timp ce majoritatea mecanicilor de locomotivă erau și ei foști militari care învățaseră meserie lucrând pe trenuri în Războiul Civil American.
Central Pacific Railroad s-a confruntat cu o penurie de forță de muncă în Vestul mai rarefiat populat. Ea a recrutat muncitori cantonezi din China, care au lucrat eficient la construirea liniei peste și prin Munții Sierra Nevada și apoi de-a latul statului Nevada până la nodul din nordul statului Utah.
- Unul din motivele pentru Achiziția Gadsden, prin care s-a cumpărat teritoriu mexican în 1853 a fost obținerea de teritoriu pe unde să treacă o cale ferată transcontinentală sudică, porțiunea sudică a Cesiunii Mexicane fiind prea muntoasă. Calea Ferată de Sud a Pacificului a fost terminată în 1881.
- Legea Căii Ferate a Pacificului din 1862 (bazată pe o lege anterioară din 1856) autoriza concesiuni de terenuri pentru noi linii care să „ajute la construcția unei linii de cale ferată și de telegraf de la râul Missouri până la Oceanul Pacific”.[6]
- Liniile „Primei Căi Ferate Transcontinentale” au fost unite la 10 mai 1869, prin ceremonia baterii „ultimului pilon” la Promontory Summit, Utah, după ce se acoperise cu cale ferată un spațiu ed 2826 km între Sacramento și Omaha, Nebraska/Council Bluffs, Iowa [7] în șase ani de către Union Pacific Railroad și Central Pacific Railroad.[8] Deși de la acea dată au început să circule trenuri, linia a fost oficial încheiată abia la 6 noiembrie 1869.[9] (legătura fizică între Omaha, Nebraska și terminalul estic oficial al Căii Ferate a Pacificului de la Council Bluffs, Iowa aflat imediat peste râul Missouri a fost stabilită abia la deschiderea podului feroviar al UPRR peste Missouri la 25 martie 1873, până atunci trenurile traversând râul cu feribotul operat de Council Bluffs & Nebraska Ferry Company.[10][11])
- Calea Ferată de Sud a Pacificului (Southern Pacific Railroad, SP) a reprezentat a doua cale ferată transcontinentală, cu ceremonii de deschidere pe diverse tronsoane în 1881, 1882 și 1883.
  - 15 decembrie 1881: SP se conectează de Calea Ferată a Texasului și Pacificului (T&P) la Sierra Blanca, Texas, legând Texasul de est de Los Angeles.
  - 1881 sau 1882: SP se leagă de Calea ferată Atchison, Topeka și Santa Fe (AT&SF) la Deming, New Mexico, legând Atchison, Kansas de Los Angeles.[citation needed]
  - 12 ianuarie 1883: SP își termină secțiunea sudică, legându-se de subsidiara Calea ferată Galveston, Harrisburg și San Antonio pe râul Pecos din Texas, legând New Orleans de Los Angeles.
- Calea Ferată de Nord a Pacificului (NP) a realizat a treia cale ferată transcontinentală la 22 august 1883, legând Chicago de Seattle. Ceremonia de închidere a lucrărilor s-a ținut la 8 septembrie 1883, fostul președinte al SUA Ulysses S. Grant bătând ultimul pilon.
- Calea Ferată de Sud a Californiei (companie înregistrață la 10 ianuarie 1882) a fost realizată de la National City din Golful San Diego via Temccula Cañon până la Colton și San Bernardino în septembrie 1883, și traversa Pasul Cajon la Barstow, un nod feroviar de pe Calea Ferată a Atlanticului și Pacificului în noiembrie 1885. În septembrie 1885, linia Southern Pacific de la Colton la Los Angeles, pe o distanță de 58 de mile, fusese închiriată de California Central cu drepturi egale, permițând astfel conectarea rutei transcontinentale prin Santa Fe cu Calea Ferată de Sud a Californiei și cu cea a Atlanticului și Pacificului. Rețeaua SP a fost utilizată până la terminarea liniei California Central între San Bernardino și Los Angeles în iunie 1887, pe o distanță de 62,84 mile, parte a vechii Căi Ferate Los Angeles și Valea San Gabriel, care a fost cumpărată. În august 1888, California Central a terminat Diviziunea Coastă, de la Los Angeles către sud la un nod cu Calea Ferată de Sud a Californiei lângă Oceanside, pe o distanță de 80,90 mile, aceste două diviziuni formând linia principală a California Central, formând, în legătură cu Sud-California, legătură directă între Sud-California și est prin Calea Ferată a Atlanticului și Pacificului, și prin Calea Ferată Atchison, Topeka și Santa Fe.[12]
- Marea Cale Ferată a Nordului a fost construită fără ajutoare de stat de către James J. Hill în 1893; ea se întindea de la St. Paul la Seattle.
- În 1909, Chicago, Milwaukee & St. Paul (sau Drumul Milwaukee) a terminat o extensie privată către Seattle. La încheiere, ea a primit numele de Chicago, Milwaukee, St. Paul și Pacific. Deși Extensia Pacific a fost finanțată din fonduri private, legăturile anterioare beneficiaseră de concesiuni de terenuri de la statul federal, deci nu se poate afirma că a fost construită exclusiv din fonduri private.
- John D. Spreckels a terminat în 1919 Calea Ferață San Diego și Arizona în 1919, realizând o legătură directă (prin liniile Sud-Pacific) între San Diego, California și Estul Statelor Unite. Linia se întindea pe 238 de kilometri de la San Diego la Calexico, California.
- În 1993 trenul cu circulație zilnică Sunset Limited al companiei Amtrak a fost extins către est la Oceanul Atlantic, aceasta devenind prima rută transcontinentală de pasageri din Statele Unite operată de o singură companie. Uraganul Katrina a întrerupt în 2005 această rută feroviară în Louisiana, de atunci trenul circulând doar de la Los Angeles la New Orleans.

George J. Gould a încercat în primul deceniu al secolului al XX-lea să asambleze un sistem cu adevărat transcontinental. Linia de la San Francisco, California la Toledo, Ohio, a fost terminată în 1909, ea constând din Calea Ferată de Vest a Pacificului, Calea Ferată Denver și Rio Grande, Calea Ferată Missouri Pacific, și Calea Ferată Wabash. Dincolo de Toledo, ruta scontată urma să utilizeze Căile Ferate Wheeling și Lake Erie (1900), Wabash Pittsburgh Terminal, Little Kanawha, Virginia de Vest Centrală și Pittsburgh, Marylandul de Vest și Philadelphia-Vest, dar Panica din 1907 a dus la încetarea lucrărilor înainte ca secțiunea Little Kanawha din Virginia de Vest să fie terminată. Ruta Alfabet a fost terminată în 1931, reprezentând porțiunea de la est de fluviul Mississippi a acestei linii. Prin unirea acestor căi ferate, mai rămâneau doar Union Pacific Railroad și BNSF Railway drept operatori pe întreaga rută.

### Canada

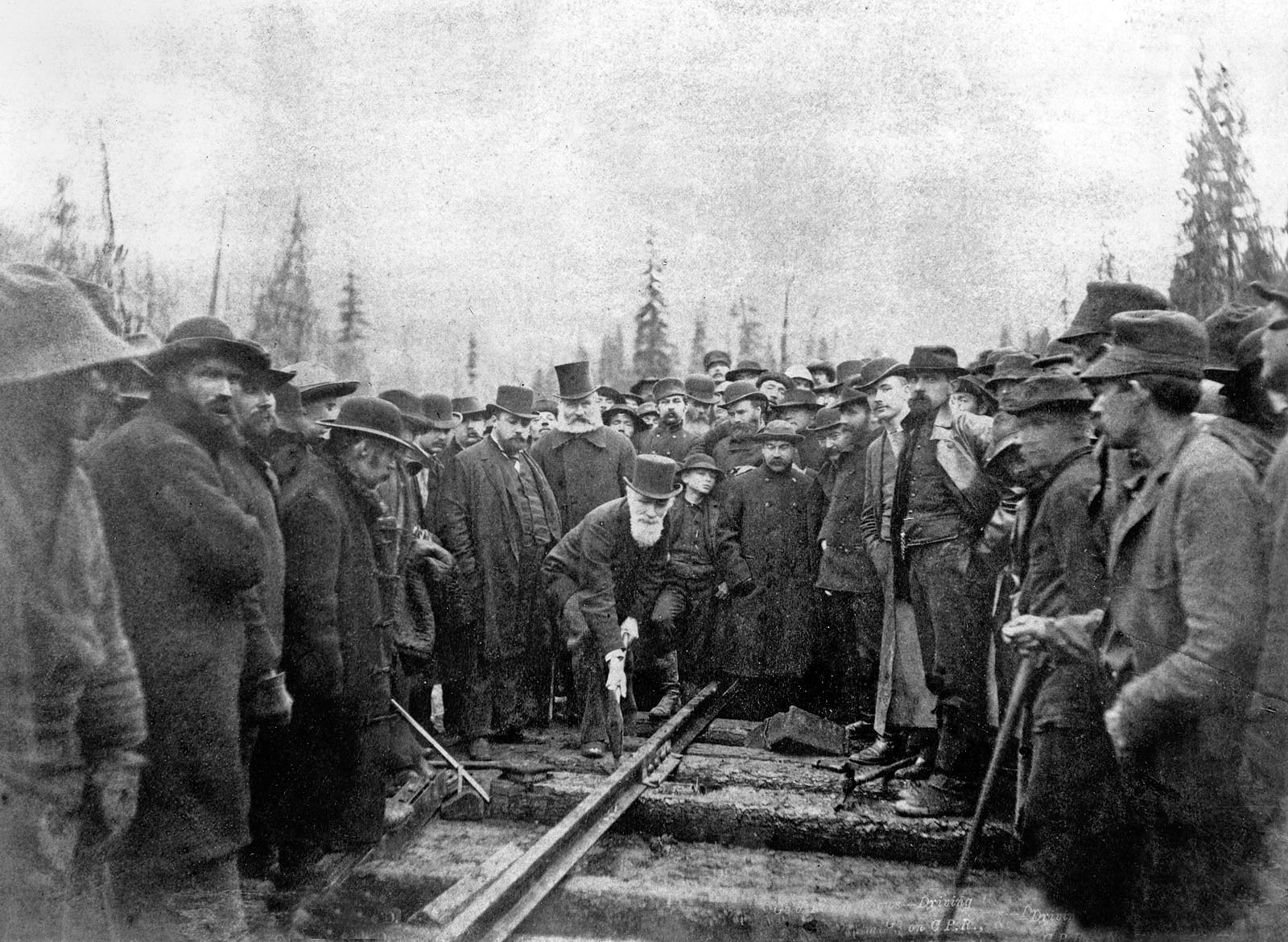
Lord Strathcona bătând „ultimul pilon” al primei căi ferate transcontinentale a Canadei, Canadian Pacific Railway, în 1885

Terminarea primei căi ferate transcontinentale a Canadei la 7 noiembrie 1885 a fost un reper important al istoriei Canadei. Între 1881 și 1885, Canadian Pacific Railway (CPR) a realizat o cale ferată ce se întindea de la portul Montreal până la coasta Pacificului, îndeplinind o condiție a aderării în 1871 a Columbiei Britanice la Confederația Canadiană. Orașul Vancouver, declarat oraș la 1886, a fost desemnat drept capăt vestic al liniei. CPR a devenit prima companie feroviară transcontinentală din America de Nord în 1889 după deschiderea Liniei Internaționale a Maine-ului, prin care se lega de coasta Atlanticului.
Construcția unei căi ferate transcontinentale a întărit revendicările Canadei pentru restul teritoriului Americii de Nord Britanice care încă nu era constituit ca provincii și teritorii ale Canadei, și a acționat ca zid împotriva unor potențiale incursiuni din partea Statelor Unite.
Ulterior, în Canada s-au mai construit două alte linii transcontinentale: Canadian Northern Railway (CNoR) a deschis o altă linie către Pacific în 1912, și sistemul combinat Grand Trunk Pacific Railway (GTPR)/National Transcontinental Railway (NTR) s-a deschis în 1917 după terminarea Podului Quebec, deși linia care îl lega pe acesta de Pacific se deschisese încă din 1914. CNoR, GTPR, și NTR au fost naționalizate și au format Canadian National Railway, care este astăzi cea mai mare companie feroviară transcontinentală din Canada, cu linii care traversează tot drumul de la Atlantic la Pacific.

## America Centrală (linii inter-oceanice)

### Panama

Linia actuală de cale ferată a Canalului Panama (interactive version)

Prima cale ferată care a legat direct două oceane (deși nu a traversat un continent larg) a fost Calea Ferată Panama. Deschisă în 1855, această linie de 77 km a fost denumită „inter-oceanică”  și traversa America Centrală în punctul ei cel mai îngust, Istmul Panama, pe vremea când acel teritoriu era încă parte a Colombiei. (teritoriul s-a separat de Columbia în 1903 și a devenit statul independent Panama). Linia a devenit astfel prima cale ferată care traversa complet orice parte a Americilor și lega fizic porturi de la Oceanele Atlantic și Pacific. Dat fiind mediul de pădure tropicală, relieful accidentat și bolile ca malaria și holera, realizarea ei a fost o considerabilă dificultate inginerească. Construcția a durat cinci ani, după ce s-au început lucrările în mai 1850, a costat opt milioane de dolari și a implicat peste 7000 de muncitori din toate colțurile lumii.
Această cale ferată a fost construită pentru a realiza o legătură mai scurtă și mai sigură între coastele de est și de vest ale Statelor Unite. Această nevoie a fost declanșată în principal de Goana după Aur din California. De-a lungul anilor, această cale ferată a jucat un rol-cheie în construcția și în operarea Canalului Panama, datorită proximității acestuia. Actualmente, calea ferată funcționează sub administrație privată a Companiei Căii Ferate a Canalului Panama, și capacitatea sa completează traficul de marfă al Canalului Panama.

### Guatemala

Calea Ferată Guatemala (desființată) (interactive version)

O a doua cale ferată inter-oceanică din America Centrală a început să funcționeze în 1908 ca legătură între Puerto San José și Puerto Barrios în Guatemala, dar traficul de pasageri către Puerto San José a încetat în 1989.
O a treia cale ferată inter-oceanică central-americană a fost deschisă în  1910 de la Puntarenas la Limón, cu ecartament de 1067 mm.

## America de Sud
Există încercări de revitalizare a legăturii între Valparaíso și Santiago în Chile, și Mendoza, Argentina, prin proiectul Transandino. Mendoza are o legătură activă cu Buenos Aires. Vechiul Transandino a demarat în 1910, dar a încetat traficul de călători în 1978 și cel de marfă după alți 4 ani. Există infrastructura unei legături transcontinentale complete de la Arica, Chile, prin La Paz, Bolivia, la Buenos Aires, dar aceastră trecere transandină este doar pentru trenuri de marfă.
O altă legătură transcontinentală mai lungă, tot de marfă, este în dezvoltare între Lima, Peru, și Rio de Janeiro, Brazilia.

## Eurasia
- Prima cale ferată transcontinentală din Europa, ce lega Marea Nordului sau Canalul Mânecii de Marea Mediterană, a fost un șir de linii între care Calea ferată Paris-Marsilia, deschisă în 1856.
- A doua legătură între mările Europei de Nord și Marea Mediterană a fost un șir de linii finalizate în 1857 cu Calea Ferată de Sud Austriacă, Viena–Trieste. Înaintea acesteia, existau legături Hamburg–Berlin–Wrocław-Viena. Marea Baltică a fost legată și ea prin calea ferată Hamburg-Altona–Kiel.
- Prima cale ferată transcontinentală eurasiatică a fost calea ferată transsiberiană (cu legături cu Europa), terminată în 1905 și care lega Moscova de Vladivostok pe coasta Pacificului. Există două legături ale acestei linii către China. Este cea mai lungă cale ferată din lume, cu 9289 km. Această linie leagă sistemul european de căi ferate cu China, Mongolia și Coreea. Întrucât țările foste sovietice și Mongolia folosesc un ecartament larg, trebuie rezolvată diferența de ecartament la frontierele de est ale Poloniei, Slovaciei, Ungariei și României, și la frontiera Chinei. Cu toate acestea, există trenuri directe de pasageri de la Moscova la Beijing și de la Berlin la Novosibirsk. Aproape toate marile orașe de pe calea ferată transsiberiană au legături directe cu Moscova.
- O a doua linie feroviară leagă Istanbulul din Turcia cu China prin Iran, Turkmenistan, Uzbekistan și Kazakhstan. Ruta are diferență de ecartament la granița Iranului cu Turkmenistanul și la cea a Chinei. În Turcia de est există un feribot peste Lacul Van. Părțile europeană și asiatică ale Istanbulului sunt legate tot prin feribot peste Bosfor, fiind în construcție un tunel submarin. Nu există legătură directă de călători pe întreaga linie. În 2006 s-a propus uniformizarea ecrtamentului, începând cu noi lucrări în Kazahstan. Decizia Afganistanului de a trece la ecartament de 1435 mm ar  putea deschide o nouă rută către China.[16]

## Asia
- Calea ferată transasiatică este un proiect de a lega Singapore de Istanbul, în mare parte complet, mai puțin unele elemente din Myanmar. Proiectul are și coridoare de legătură cu China, țările din Asia Centrală și cu Rusia. Această linie transcontinentală folosește însă mai multe ecartamente diferite, 1435 mm, 1676 mm, 1520 mm și 1000 mm, deși această problemă ar putea fi ameliorată de utilizarea de sisteme de axe cu ecartament variabil, cum ar fi SUW 2000.
- Proiectul TransKazakhstan Trunk Railways al Kazakhstan Temir Zholy va lega China de Europa cu linie de ecartament standard de 1.435 mm. Construcția a început în 2012 și primele tronsoane au fost deschise în 2013 și în vara lui 2014. Linia trebuie să lege vestul Kazahstanului, spre sud prin Turkmenistan către Iran, și apoi spre Turcia și Europa. Este luată în calcul și o legătură mai scurtă, cu ecartament normal, din Kazahstan prin Rusia și Belarus sau Ucraina.
- Calea ferată a Bagdadului leagă Istanbulul de Baghdad și în cele din urmă de Basra, port la Golful Persic. La începutul construcției sale, în anii 1880, era considerată a fi o cale ferată transcontinentală.

## Australia

### Est-Vest
- Prima Cale Ferată Transaustraliană a fost terminată în 1917, între Port Augusta și Kalgoorlie, și traversează Câmpia Nullarbor. Această linie a realizat legătura între capitalele statale Brisbane și apoi Sydney prin Melbourne și Adelaide cu capitala statală vestică Perth. Aceată rută suferea de numeroase puncte cu diferență de ecartament, folosind pe două tronsoane diferite ecartamentul de  1435 mm, o dată cel de 1600 mm și de trei ori pe cel de 1067 mm, în total cu cinci puncte de schimbare a ecartamentului.

Calea Ferată Transaustraliană a fost prima rută operată de Guvernul Federal.
În anii 1940, 1970 și 2000, s-au efectuat acțiuni în vederea punerii în ordine a haosului cauzat de diferitele ecartamente, și de a lega principalele capitalele de state cu ecartament standard de 1435 mm. Din 1970, când a fost terminată calea ferată cu ecartament standard, trenurile de călători de pe ruta Sydney-Perth au fost botezate Indian Pacific.
O altă propunere de cale ferată, denumită Bumerangul de Fier, va lega zonele cu minereu de fier din Pilbara cu cele carbonifere din Queensland, pentru transport de marfă în ambele direcții.

### Nord-Sud
- O cale ferată de 1320 km pe o concesiune federală de la Charleville la Point Parker pe malul Golfului Carpentaria, cu ramificații, a fost propusă în anii 1880.[17]
- Prima cale ferată transaustraliană pe direcția nord-sud s-a deschis în ianuarie 2004 și leagă Darwin de Adelaide cu trenul de călători the Ghan. Calea ferată Adelaide-Darwin este  de ecartament standard sau 1.320-kilometru (820 mi), deși linia inițială până la Alice Springs (neterminată vreodată) era de 1.320-kilometru (820 mi).
- În 2006, propunerile pentru noi linii în Queensland, cu scopul de a transporta mărfuri și cărbune ar aduce pătrunderea ecartamentului standard în acest stat pentru prima oară pe tronsoane considerabile. (ARHS Digest September 2006). Inland Railway, cu ecartament standard, va lega în cele din urmă Melbourne de Cairns.
- Începând cu 1867, statul Queensland a construit mai multe căi ferate către interioriul continentului de la mai multe porturi în direcția vest. Începând cu anii 1920, s-a acționat în sensul legării acestor linii la Linia de Coastă Nord-Sud de la Brisbane la Cairns.

## Africa

### Est-Vest
- Există mai multe căi de traversare a Africii pe căi ferate est-vest. Una este calea ferată Benguela terminată în 1929. Ea începe la Lobito, Angola, trece prin Katanga și se leagă de sistemul feroviar din Zambia. Din Zambia sunt accesibile mai multe porturi la Oceanul Indian: Dar es Salaam în Tanzania prin TAZARA și, prin Zimbabwe, Beira și Maputo din Mozambic. Războiul Civil din Angola a făcut ca această linie să fie neoperabilă, dar se fac eforturi pentru restaurarea ei. Un alt coridor est-vest duce de la porturile de pe coasta Atlanticului din Namibia, fie Walvis Bay, fie Luderitz, la sistemul feroviar din Africa de Sud care, la rândul său, se leagă de porturile de la Oceanul Indian (cum ar fi Durban, Maputo).
- Un spațiu de 1015 km între Kinshasa și Ilebo, spațiu acoperit de ambarcațiuni fluviale, ar putea fi conectat cu căi ferate.[18]
- Există două propuneri de linie de la Marea Roșie la Golful Guineei, între care TransAfricaRail.
- În 2010 a ieșit la iveală o propunere de legătură între Dakar și Port Sudan. Pe ruta principală se află treisprezece țări, altele șase putând fi deservite de ramificații.

### Nord-Sud
- O cale ferată transcontinentală nord-sud a fost propusă de Cecil Rhodes: Calea ferată de la Cape la Cairo. Acest sistem era considerat a fi o posibilă coloană vertebrală pentru posesiunile africane ale Imperiului Britanic, dar nu a fost realizată. La acea vreme, un proiect colonial francez concurent, de la Alger sau Dakar la Abidjan a fost abandonat după Incidentul Fashonda.

### Uniunea Feroviară Africană
- Uniunea Feroviară Africană are intenția de a lega diferitele căi ferate din Africa, inclusiv calea ferată Dakar-Port Sudan.